# Điện mặt trời Nhị Hà
Điện mặt trời Nhị Hà là nhóm các nhà máy điện mặt trời xây dựng trên vùng đất xã Nhị Hà huyện Thuận Nam tỉnh Ninh Thuận, Việt Nam .
Điện mặt trời Nhị Hà - Thuận Nam 13 có công suất lắp máy 50 MWp, khởi công tháng 5/2018 , hoàn thành tháng 7/2019 . Nhà máy có diện tích công tác 60 ha, sản lượng điện hàng năm trên 80 triệu kWh. Trước đây dự án dự kiến hoàn thành tháng 5/2019 .
Điện mặt trời Nhị Hà - Bitexco có công suất lắp máy 50 MWp, khởi công tháng 4/2018, hoàn thành giai đoạn 1 vào tháng 9/2019 . Nhà máy có sản lượng bình quân hằng năm 80 triệu kWh.11°24′40″B 108°48′43″Đ / 11,411102°B 108,81186°Đ